# Mystromys albicaudatus
Mystromys albicaudatus је врста сисара из реда глодара и породице Nesomyidae.

## Распрострањење
Врста има станиште у Јужноафричкој Републици и Лесоту.

## Станиште
Врста Mystromys albicaudatus има станиште на копну.

## Угроженост
Ова врста се сматра угроженом.

### Популациони тренд
Популација ове врсте се смањује, судећи по расположивим подацима.